# Tydzień szaleńców
Tydzień szaleńców (rum. Săptămîna nebunilor) – rumuński film płaszcza i szpady z 1971 roku w reżyserii Dinu Cocei. Szósty i ostatni film z serii Haiducii.
Bezpośrednia kontynuacja Posagu księżniczki Ralu.

## Fabuła
Podczas „Tygodnia szaleńców”, ostatniego tygodnia Wielkiego Postu hospodar Caragea i jego córka Ralu padają ofiarą dywersji hajduków pod wodzą Anghela Șaptecaia, którzy kradną im posag Ralu w postaci biżuterii. Po tym zdarzeniu wracają do pałacu i instruują kapitana Arnautów – Mamulosa, aby odzyskał skradzione klejnoty. W drodze do kryjówki hajducy spotykają korowód ubogich ludzi. Hajducy myślą o pomocy, ale Anghel zdaje sobie sprawę, że biżuteria, którą przekaże ubogim, zostanie im odebrana przez władze. Słysząc, że sluger Tudor Vladimirescu gromadzi armię, aby obalić fanariotów, Anghel również chce wnieść swój wkład. Wysyła więc hajduka Voineę do Braszowa, aby negocjował z rusznikarzem Hansem Müllerem zakup 2-3 tys. sztuk broni palnej w zamian za biżuterię.
W kryjówce hajduków Caliopi, uprowadzona żona Ianuliego Arnolto, podejmuje kolejną próbę ucieczki raniąc Anghela z pistoletu. Wkrótce potem ratuje mu życie, usuwając kulę rozżarzonym prętem. Zaczyna pomiędzy nimi rodzić się uczucie. W Bukareszcie Ianuli odchodzi od zmysłów z powodu braku żony i kontaktuje się z Mamulosem, który próbował dostać informacje od Anițy. Hajducy dowiadują się o terrorze chłopów ze strony Mamulosa szukającego Anghela. Przygotowując się do obrony, Anghel odkrywa zniknięcie Caliopi i wyrusza na jej poszukiwanie. Trafia w pułapkę Arnautów Mamulosa, którzy odbili Caliopi. Hajducy chcą ocalić Anghela, lecz zostają wywiedzeni w pole przez Arnautów.
W Bukareszcie Anghel jest torturowany, by wyjawił lokalizację posagu Ralu. Kolejna próba hajduków uwolnienia Anghela w drodze do pałacowych lochów kończy się niepowodzeniem z powodu czujności Mamulosa. Wracając do domu, Caliopi mówi Ianuliemu, że przestała go kochać na rzecz Anghela. Nie chcąc się z tym pogodzić Ianuli zamyka żonę w pokoju, pod opieką służącego Jeana. Anița nakazuje Răspopitulowi przekazanie biżuterii Mamulosowi w zamian za uwolnienie Anghela. W ten sposób Anghel finguje śmierć przez powieszenie. Gdy ma zostać pochowany w rzece, Mamulos po zabiciu grabarzy wydaje Anghela hajdukom.
Mamulos ma jednak własne plany co do posagu Ralu. Chce go spieniężyć na podróż do Wiednia z Anițą, w której się zakochał. Jednak z ekspertyzy jubilera biżuteria okazuje się fałszywa. Okazuje, że Ianuli zamówił kopię biżuterii w Wiedniu i taką podarował Ralu, a oryginał zatrzymał dla siebie. Ianuli ukrywa klejnoty w kaplicznym żyrandolu.  Domyśliwszy się tego, zarówno hajducy, jak i Arnauci docierają do włości Arnoltów. Anghel chce przepytać Ianuliego, ale atakują go Arnauci. Umyka, a Mamulos toczy walkę z Jeanem, którego zabija, a następnie każe Ianuliemu ujawnić, gdzie ukrył biżuterię.
Ianuli i Mamulos odkrywają brak biżuterii, który Anghel wcześniej wykradł. Hajducy mając przewagę wygrywają z Arnautami. Sfrustrowany wszystkim Ianuli natyka się na Caliopi i zabija ją, przez co wpada w obłęd. Anghel odkrywa śmierć Caliopi i pogrążony w żałobie ukrywa się w karczmie Anițy. Jego tropem podążą Mamulos, lecz zostaje zastrzelony przez Anghela, który umyka Arnautom. W ostatnią noc tygodnia szaleńców Voinea dociera do Anghela mówiąc o udanej transakcji z Müllerem. Ten wręcza posag Ralu jako opłatę za broń. Anghel i Răspopitul pełni wigoru zaciągają się do powstania wołoskiego.

## Obsada
- Florin Piersic – kapitan Anghel Șaptecai
- Petre Gheorghiu-Dolj – kapitan Anghel Șaptecai (głos)
- Carmen Maria Strujac – Caliopi Arnolto
- Colea Răutu – kapitan Mamulos
- Marga Barbu – Anița
- Toma Caragiu – hajduk Răspopitul
- Constantin Codrescu – Ianuli „Iani” Arnolto
- Nucu Păunescu – hospodar Caragea
- Aimée Iacobescu – księżniczka Ralu Caragea
- Constantin Guriță – hajduk Duduveică
- Jean Constantin – Parpanghel
- Tamara Vasilache – piastunka Caliopi
- Florin Scărlătescu – Dudescu
- Ileana Buhoci-Gurgulescu – Fira
- Nicolae Gărdescu – karczmarz Manolache Belivacă
- Ștefan Tapalagă – mieszkaniec stolicy
- Ernest Maftei – hajduk Mitrună
- Mihai Badiu – Arnaut
- Dorel Iacobescu
- Florin Stroe
- Manea Enache
- Vasile Boghiță – hajduk
- Mircea Constantinescu
- Jean Lorin Florescu – Jean
- Mircea Pascu – mieszkaniec stolicy

## Produkcja
Tytuł filmu pochodzi z Białego Tygodnia, ostatniego tygodnia przed Wielkim Postem, w którym rumuńscy chłopi przygotowywali się do „wejścia w post z czystą duszą”. Ten tydzień w kulturze rumuńskiej to przejście do okresu zakazów, w którym dopuszczano się pewnych zachowań przypominających okres „świętej rozpusty” świąt kultury  grecko-rzymskiej, związanej ze śmiercią i odrodzeniem. Biały Tydzień nazywany jest również Tygodniem Szaleńców, ponieważ tylko szaleni, głupi i brzydcy ludzie z wioski brali ślub w przeddzień Wielkiego Postu.
Tydzień szaleńców został nakręcony latem i jesienią 1970 roku, równocześnie z Hajdukami kapitana Angela i Posagiem księżniczki Ralu. Zdjęcia trwały 8 miesięcy i trwały do pierwszego kwartału 1971 roku; był też okres przerwy, spowodowany chorobą Constantina Codrescu. Partie wokalne zostały wykonywane przez Marię Tănase i Lili Guriță.
Koszty produkcji wyniosły 5,18 tys. lei.

## Odbiór
Film Szalony Tydzień odniósł sukces w rumuńskich kinach, choć z całego cyklu cieszył się najmniejszym powodzeniem wśród publiczności; obejrzało go 3,7 mln widzów.
Krytyk Tudor Caranfil dał filmowi tylko jedną gwiazdkę na pięć i określił film jako „Przygody związane z niszczącymi klejnotami panny Ralu podczas siedmiu dni karnawału. Awanturnicze oszustwo z deficytem fantazji”.